# Aarón Escandell
Aarón Escandell Banacloche (Carcaixent, 27 settembre 1995) è un calciatore spagnolo, portiere del Real Oviedo.

## Carriera
Cresciuto nel settore giovanile di Villarreal e Valencia, nel 2012 passa al Malaga che lo aggrega alla propria squadra riserve; nel 2017 si trasferisce al Granada con cui debutta in prima squadra il 13 settembre 2018 in occasione del match di Coppa del Re perso 2-1 contro l'Elche.
Nel 2023 si unisce al Las Palmas, dove fa il suo esordio ufficiale il 30 ottobre nella gara valida per il primo turno di Coppa del Re, vinta 0-3 in casa del Manacor.

## Statistiche
Statistiche aggiornate al 6 ottobre 2024.

### Presenze e reti nei club
| Stagione        | Squadra         | Campionato | Campionato | Campionato | Coppe nazionali | Coppe nazionali | Coppe nazionali | Coppe continentali | Coppe continentali | Coppe continentali | Altre coppe | Altre coppe | Altre coppe | Totale | Totale | Totale |
| Stagione        | Squadra         | Comp       | Pres       | Reti       | Comp            | Pres            | Reti            | Comp               | Pres               | Reti               | Comp        | Pres        | Reti        | Pres   | Reti   |        |
| --------------- | --------------- | ---------- | ---------- | ---------- | --------------- | --------------- | --------------- | ------------------ | ------------------ | ------------------ | ----------- | ----------- | ----------- | ------ | ------ | ------ |
| 2017-18         | Granada B       | SDB        | 32         | -26        | -               | -               | -               | -                  | -                  | -                  | -           | -           | -           | 32     | -26    |        |
| 2018-19         | Granada         | SD         | 1          | -1         | CR              | 1               | -2              | -                  | -                  | -                  | -           | -           | -           | 2      | -3     |        |
| 2019-20         | Granada         | PD         | 3          | -3         | CR              | 5               | -6              | -                  | -                  | -                  | -           | -           | -           | 8      | -9     |        |
| 2020-21         | Granada         | PD         | 5          | -8         | CR              | 5               | -7              | UEL                | 1                  | 0                  | -           | -           | -           | 11     | -15    |        |
| 2021-22         | Granada         | PD         | 4          | -6         | CR              | 2               | -1              | -                  | -                  | -                  | -           | -           | -           | 6      | -7     |        |
| Totale Granada  | Totale Granada  |            | 13         | -18        |                 | 13              | -16             |                    | 1                  | 0                  | -           | -           | -           | 27     | -34    |        |
| 2022-23         | FC Cartagena    | SD         | 36         | -37        | CR              | 0               | 0               | -                  | -                  | -                  | -           | -           | -           | 36     | -37    |        |
| 2023-24         | Las Palmas      | PD         | 2          | -3         | CR              | 3               | -3              | -                  | -                  | -                  | -           | -           | -           | 5      | -6     |        |
| 2024-25         | Real Oviedo     | SD         | 8          | -7         | CR              | 0               | 0               | -                  | -                  | -                  | -           | -           | -           | 8      | -7     |        |
| Totale carriera | Totale carriera |            | 91         | -91        |                 | 16              | -19             |                    | 1                  | 0                  | -           | -           | -           | 108    | -110   |        |